# William John Dickson
William John Dickson (* 1827; † 1901 in Kensington) war ein britischer Diplomat.

## Leben
Am 13. Januar 1852 William John Dickson als Attaché dritter Klasse in Teheran ernannt und am 22. April 1852 zum Attaché zweiter Klasse befördert. Bis 1855 war er am Hof in Teheran. Von 1855 bis 1860 war er geschäftsführender Generalkonsul in Täbris.
1863 war er Botschaftssekretär zweiter Klasse am Hof des Schahs und wurde zum Oriental Secretary ernannt. 1885 wurde als britischer Ministerresident und Generalkonsul nach Kolumbien entsandt.